# شركة تمويل بناء المساكن الباكستانية
شركة تمويل بناء المساكن المحدودة (HBFCL)، المعروفة سابقًا باسم شركة تمويل بناء المساكن الباكستانية (HBFC)، هي شركة باكستانية لتمويل الإسكان مملوكة للدولة ومقرها كراتشي، باكستان.
تحولت الشركة كشركة في 25 يوليو 2007 وهي مملوكة بشكل مشترك من قبل وحكومة باكستان (62.5٪) وبنك الدولة في باكستان (37.50٪). في 18 فبراير 2011 تم تغيير اسمها إلى الاسم الحالي بموجب المادة 39 من قانون الشركات لعام 1984.